# Isabel Rocatti
María Isabel Rocatti y Campos, de nombre artístico Isabel Rocatti (Burjasot, 1958 ) es una actriz y directora de teatro valenciana conocida por sus papeles de Victoria y Marcela en las series de TV3 Tiempo de Silencio y Ventdelplà, respectivamente.

## Biografía
Se licenció en Arte Dramático en el Instituto del Teatro de Barcelona. Posteriormente amplió su formación con varios cursos y talleres: Compañía Nacional de Teatro Clásico (curso "Verso en el Teatro Clásico Castellano" con Fernando F. Gómez, Agustín González, Emilio Gutiérrez Caba y otros), Néstor Eider (Asociación Aberastury para las Artes ), Carol Rosenfeld (Escuela de Uta Hagen), Bob McAndrew (curso "El actor y la cámara"), Augusto Boal (taller "Teatro del Oprimido"), Konrad Zshiedrich (curso "Teatro alemán contemporáneo"), Carlos Alfaro ( curso "Harold Pinter").
Ha actuado en gran número de obras de teatro, en televisión y en cine. De 1983 a 1986 formó parte de la compañía Els Joglars . En 2001 trabajó en la serie de TV3 Temps de silenci, y de 2005 en adelante actuó en Ventdelplà .
En los años 2003 y 2004 impartió algunos cursos de teatro en la asociación "Actores y Actrices Profesionales Valencianos".
En 2014 realizó una exposición de pintura en la sala Les Bernardes de Salt.

## Obras como actriz

### Teatro
- El Florido Pensil (niñas) de Andrés Sopeña Monsalve (2016) , Dirección de Fernando Bernués Mireia Gabilondo
- Joc de miralls de Annie Baker (2015), dirigida por Juan Carlos Martel
- La ratonera de Agatha Christie (2014-2015), con dirección de Víctor Conde
- Noies de calendari, de Tim Firth (2012), dirigida por Antonio Calvo
- La espera [5]
- Leonce + Lena de Georg Büchner (2007), dirigida por Pep Pla[6]
- El amor del ruiseñor de Timberlake Wertenbaker (2006), dirigida por Jordi Picó
- Cuentos de los bosques de Viena de Odon von Horvard (2006), dirigida por Joaquín Candeias
- Una altra Ofèlia de Manuel Molins (2006), dirigida por Carlos Marchena
- Comedias bárbaras de Ramón María del Valle-Inclán (2003), dirigida por Bigas Luna
- Lisístrata de Carlos Santos (2003)
- Una Alaska particular de Harold Pinter (2003), dirigida por Carlos Alfaro
- Sallinger de Bernard-Marie Koltès (2002), dirigida por Carme Portaceli
- 23 centímetros (una comedia sexual) de Carles Alberola y Roberto García (2000), dirigida por Josep María Mestres
- Sombra (1998), dirigida por Hansel Cereza
- El otro (Umbral) de Paco Zarzoso (1997), dirigida por Carles Alfaro
- La hostelera de Carlo Goldoni (1996), dirigida por Sergi Belbel
- Un día de Mercè Rodoreda (1994), dirigida por Calixto Bieito
- El dinar de Thomas Bernhard (1993), dirigida por Calixto Bieito
- L'últim vals sobre textos de Samuel Beckett (1993), dirigida por Jordi Dauder
- La muerte de Woody Allen (1992), dirigida por Enric Flores
- Querido mentiroso de Jerome Kilty (1991), dirigida por Rafael Calatayud
- Dancing! (1990), dirigida por Helder Costa
- El perro del hortelano de Lope de Vega (1989), dirigida por José L. Saiz
- La Marquesa Rosalinda de Ramón María del Valle Inclán (1988), dirigida por Alfredo Arias
- Els virtuosos de Fontainebleau (1985), dirigida por Albert Boadella
- Teledeum (1983), dirigida por Albert Boadella
- Antonio y Cleopatra de William Shakespeare (1983), dirigida por José Luis Saiz
- Dansa de la llança de paper(1977)
- Una historia tan de menta (1977)

### Cine
- La distancia más larga (2012), de Claudia Pinto
- Tres días con la familia (2009), de Mar Coll
- La vida abismal (2007), de Ventura Pons, basado en la novela de Ferran Torrent La vida en el abismo
- Las horas del día (2003), de Jaume Rosales
- La ciutat dels prodigis(1999), de Mario Camus, basada en la novela de Eduardo Mendoza
- L'arbre de les cireres(1998), de Marc Recha
- Uno más uno (1995), de Vicent Rubio
- És quan dormo que hi veig clar(1989), de Jordi Cadena
- El complot de los anillos (1988), de Francesc Bellmunt

### Televisión
- La Vall (2018), serie de À Punt
- La que se avecina (2016), serie de Telecinco (episodio 119)
- 39+1 (2014), 2 episodios de la serie de TV3
- Señor Retor (2011), serie de Canal 9 (26 episodios)
- Ventdelplà (2005–2010), serie (365 episodios)
- Coses que passen (2006), telefilme de Sílvia Munt
- Síndrome laboral (2005), telefilme de Sigfrido Monleón
- Temps de silenci(2001), serie (24 episodios)
- Para qué sirve un marido (1997), de Rosa Vergés
- A flor de pell(1996), de Dani Ventura
- Herència de sang, de Xavier Berraondo
- Vostè mateix (1993), de Jesús Font
- Les criades de Eduard Escalante, de Juli Leal
- Mercedes e Inés, de Juan Millares
- Al este del Besòs (1988), de Ángel Alonso
- Tres Estrellas (1987), de El Tricicle, aparición en el primer capítulo

## Obras como directora
- Poetes catalanes, en Artenbrut
- Anoche fue Valentino de Chema Cardeña (1995)[7]
- Espill romput sobre textos de Vicent Andrés Estellés (1989)[8]

## Premios
- Premio de las Artes Escénicas a la Mejor Actriz por Alaska Particular 2004, concedido por la Generalidad Valenciana
- Premio de la Crítica por Una Alaska Particular 2003, concedido por los Críticos de los Teatros de Valencia
- Premio Tirant a la Actriz Protagonista por L'arbre de les cireres 1999
- Premio de la Crítica por El otro 1998, concedido por los Críticos de los Teatros de Valencia
- Premio a la mejor interpretación femenina por Estimat mentider 1992, concedido por Generalidad Valenciana y SGAE